# Дурня

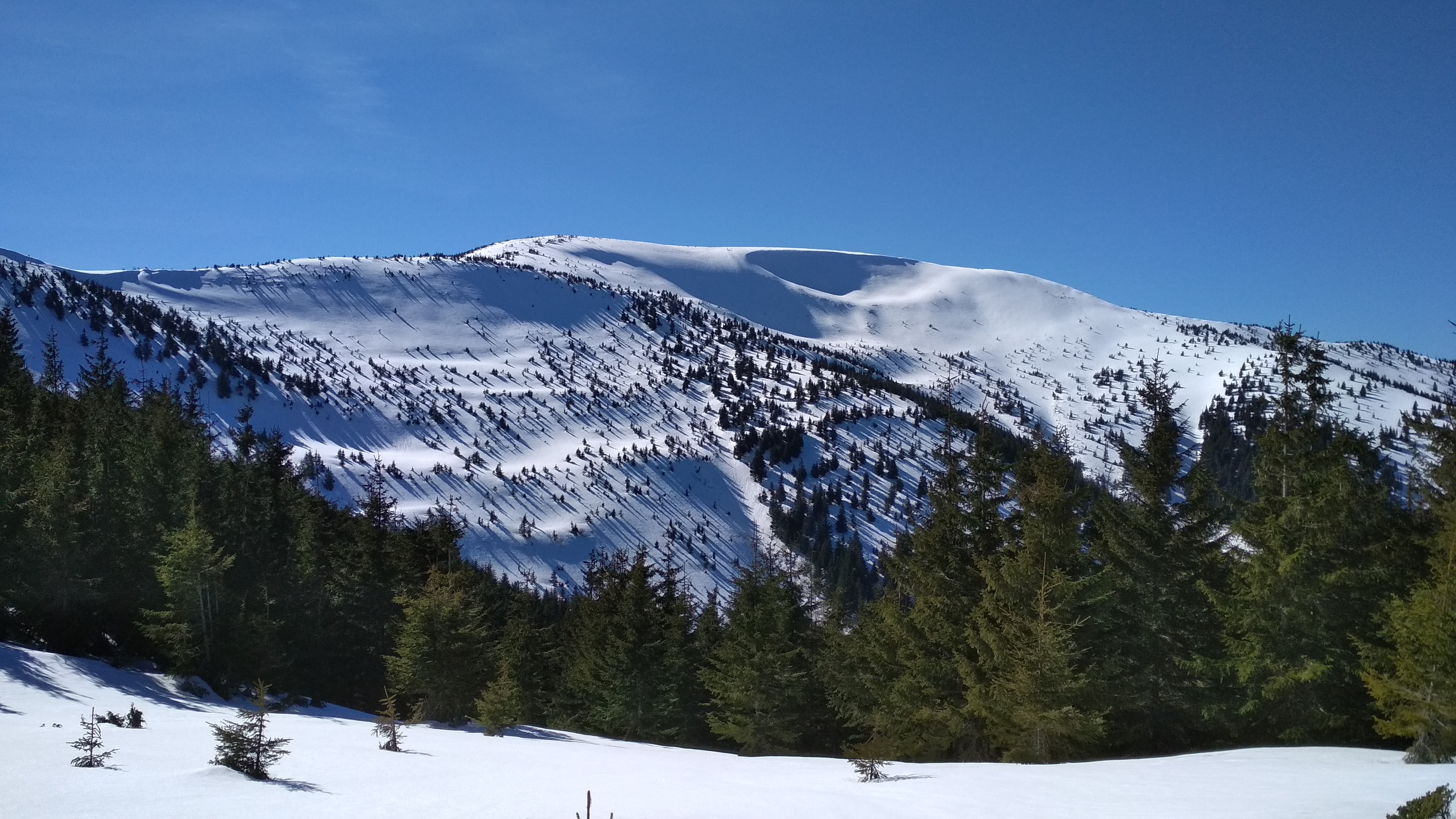
Дурня навесні

Ду́рня — гора в Українських Карпатах, у масиві Горгани (хребет Братківський). Розташована на межі Тячівського району Закарпатської області та Надвірнянського району Івано-Франківської області.
Висота гори 1704 м (за іншими даними — 1709 м). Вершина і привершинні схили незаліснені, місцями вкриті кам'яними осипищами та криволіссям з сосни гірської; нижче — лісові масиви.
На південний схід від вершини розташована гора Гропа (1759 м), за нею — Братківська (1788 м), південно-західні схили, на яких знаходиться локальна вершина Тарниця (1466 м), спускаються у долину річки Турбат (басейн Тересви). Дурня — крайня північно-західна вершина Братківського хребта.
Найближчі населені пункти: Бистриця (Надвірнянський район), Брустури (Тячівський район).